# Moskale (Nisko)
Moskale – część miasta Nisko w województwie podkarpackim, w powiecie niżańskim, w gminie miejsko-wiejskiej Nisko. Leży w północnej części miasta, w rejonie ulicy Wesołej.
Dawniej miejscowość w Bezirk Nisko.